# 西貝城 (密歇根州)
西貝城（英語：West Bay City）是位於美國密歇根州貝縣的一個鬼鎮。

## 地理
西貝城所處的海拔為高於海平面167米（即548英呎），而該地所採用的時區為UTC-5，即北美东部時區（EST）。同時該地設有夏令時間，為UTC-5調快一小時，即UTC-4（EDT）。